# Terminei
Terminei und Terminieren (von lateinisch terminare „begrenzen“: mittellateinisch terminus „Gebiet, Bezirk“) sind Begriffe aus dem Bereich der mittelalterlichen Bettelorden. Gelegentlich findet sich dafür auch die Bezeichnung Kollektur.
Ein Terminierbezirk (terminus (praedicationis)) war ein bestimmtes, einem Kloster zugewiesenes Gebiet, in das Patres regelmäßig zum Predigen und zum Almosensammeln (zum Termin oder zum Terminieren) entsandt wurden, vereinzelt auch als quaesta (von lat. quaestus „Abgabe“) oder limites bezeichnet. Die Anfänge des organisierten Terminierens reichen bei den Dominikanern vermutlich bis in die 1230er Jahre, bei den Franziskanern bis in die 1260er Jahre. In größerem Umfang entstanden Termineien vom Beginn des 14. Jahrhunderts an.

## Terminei als Bezirk zum Almosensammeln
Die Brüder des Franziskanerordens, des Dominikanerordens, des Antoniter-Ordens und des Ordens der Augustiner-Eremiten hatten keine Pfründen wie beispielsweise die Benediktiner, sondern lebten in der Frühzeit ihres Ordens allein von Almosen. Dazu erhielt der Orden vom Papst das Bettelprivileg. Damit hatte eine Ordensniederlassung kraft ihrer Einrichtung das verbriefte Recht zu betteln. Einzelne Brüder wurden dafür zum Almosensammeln von Haus zu Haus ausgeschickt. Der zuständige Bischof teilte den Klöstern dazu einen festen Bezirk zu, der Terminei (lat. terminus) genannt wurde. Die Terminierbezirke benachbarter Konvente eines Ordens waren gegeneinander abgegrenzt, während sie sich mit Terminierbezirken anderer Orden überschneiden konnten; nur ausnahmsweise konnte ein Ort zum Terminierbezirk zweier Konvente desselben Ordens gehören. Bei Dominikanern und Augustiner-Eremiten konnten die Terminierbezirke von beachtlicher Größe sein. Bei den Franziskanern lagen die einzelnen Konvente in der Regel näher beieinander, was die Termineien begrenzte. In Mecklenburg hatte ein solcher Terminierbezirk eines Franziskanerklosters einen Durchmesser von etwa 60 Kilometern. Im Einzelfall konnte es bei der Bestimmung der Termineien zu Konflikten zwischen benachbarten Konventen kommen, so dass die Provinz- oder Bistumsleitung schlichten musste. Im 19. Jahrhundert wurde das Terminieren in Preußen regional mitunter als  „strafbares Betteln“ angesehen, das Einsammeln von Almosen musste polizeilich genehmigt werden.
Die mit der Almosensammlung beauftragten Ordensleute wurden als „Terminarier“ (terminarius) bezeichnet. Terminiert wurde auf „Terminierfahrten“ vom Konvent selber und von den Außenstationen, „Termineien“ aus. Die Wege zu und zwischen den Termineien wurden zu Fuß zurückgelegt. Pferdewagen dienten ausschließlich dem Transport der gesammelten Güter, denn Franziskanern war das Reiten durch ihre Ordensregel untersagt. In observanten Konventen war gelegentlich statt Pferd und Wagen nur ein Esel zum Transport erlaubt.

## Terminei als Baulichkeit
Als Terminei (domus terminalis oder domus terminarii, auch niederdeutsch terminie, termeney) wird auch ein Haus oder Raum bezeichnet, in dem der Bruder während des Almosensammelns im Terminierbezirk übernachten und die gesammelten Spenden eine Zeit lang aufbewahren konnte, bis er wieder in seinen Konvent zurückkehrte. Andere Bezeichnungen sind „Terminierstation“, vereinzelt auch „Hospiz“ oder celle. Eine solche Terminei konnte auch ein einzelnes Zimmer in einem Kloster eines anderen Ordens sein. In Werl befand sich seit 1320 eine Terminei, die sich das Franziskanerkloster von Soest mit den dortigen Dominikanern teilte, ähnlich wie es auch in anderen Städten gehandhabt wurde. Zu einem Konvent gehörten ein bis drei Termineien. Es gibt aber auch Konvente, bei denen bisher keine Terminei nachgewiesen wurde.
Die Termineien waren kleine, weniger aufwändige Niederlassungen als die Konvente mit geringeren Rechten. Dort lebten zeitweise, später auch dauerhaft, ein Priester und ein Laienbruder, manchmal mit einem oder zwei Knechten. Termineien erlaubten den Orden neben dem Almosensammeln auch, mittels solcher Stützpunkte im Umland ihrer Klöster präsent zu sein, seelsorgerlich zu wirken, etwa mit einem Tragaltar auf Außenposten die heilige Messe zu feiern, und dort sogar Grundstücke mit Häusern zu erwerben – auch Stiftungen von Gönnern kamen vor – sowie auf Reisen von einem Konvent zum anderen zu übernachten. Daher achteten die Orden darauf, Termineien im Abstand von etwa einer oder höchstens zwei Tagesreisen zu Fuß (20 bis 40 Kilometer) zu positionieren. Bei größeren Entfernungen fanden die Bettelorden Unterstützung durch Gastgeber, hospites oder fautores („Gönner“), die Übernachtungsmöglichkeiten boten. Der Erlös des Terminierens verblieb nicht in der Terminei, sondern floss dem gesamten Konvent zu. Er bestand aus Geldbeträgen und Naturalien (Salz, Getreide, Holz, Eier, Gewänder, Talg), war in der Höhe erwartbar und für das Wirtschaften des Konvents von großer Bedeutung, besonders nach der Erntezeit im Herbst, um die Wintervorräte sicherzustellen.
Größe und Ausstattungen der Termineien variierten stark. Es gab ganze Gehöfte (curia, „Klosterhof“) mit Haus und Kornspeicher (granarium), aber auch nur Buden. Sehr häufig lagen sie in der Nähe von Kirchen oder Kapellen. Neben Hausrat wurden dort auch liturgische Geräte für den Gottesdienst aufbewahrt. Die Haushaltsführung wurde gelegentlich frommen Frauen (procuratrices, Marthae nach der biblischen Martha von Bethanien, Lk 10,40 ) übertragen.
Neben dem Almosensammeln war die Seelsorge – Predigt und Beichtehören – eine wichtige Aufgabe einer Terminei, weshalb zu den Terminariern immer auch ein Priester gehörte. Ab dem 15. Jahrhundert wurde es zunehmend üblich, dass die Terminarier nicht nur vorübergehend in einem Ort wirkten, sondern manchmal über Jahre und Jahrzehnte am selben Außenposten tätig waren und ihnen dort regelmäßige Predigten oder Messfeiern teilweise auch vergütet wurden. Konflikte mit dem örtlichen Klerus blieben dabei nicht aus. Die Terminierorte hatten auch für die Mitgliedergewinnung der Orden Vorteile; nicht wenige Mitglieder der Konvente kamen, ausweislich ihrer Familiennamen, aus kleineren Orten mit Termineien. Zu Missständen kam es offenbar immer wieder auch, als die Provinzleitungen dagegen einschreiten mussten, dass Terminarier selbst von dem Gesammelten lebten oder bei den Zwischenübernachtungen „mit Weibern zusammen waren“.
Konvente, die sich der Observanz anschlossen, mussten ihre Termineien als nicht regelkonformen Besitz verkaufen, etwa an den Stadtrat oder einzelne Bürger, behielten aber gelegentlich ein Nießbrauchsrecht. Die Aufhebung der Klöster infolge der Reformation brachte das Ende für die meisten Termineien, wenn auch manchmal erst mehrere Jahre nach der Aufhebung des Mutterklosters. Schließlich beschloss das Konzil von Trient am 16. Juli 1562 die Abschaffung aller Terminarier.